# ويليام إرفينغ (سياسي أمريكي)
ويليام إرفينغ (بالإنجليزية: William Irving)‏ هو كاتب ومؤلف وسياسي أمريكي، ولد في 15 أغسطس 1766 في نيويورك في الولايات المتحدة، وتوفي في 9 نوفمبر 1821. انتخب عضو مجلس النواب الأمريكي.